# Păltinoasa
Păltinoasa è un comune del nord-est della Romania di 5 807 abitanti, ubicato nel distretto di Suceava, nella regione storica della Bucovina. 
Il comune è formato dall'unione di 2 villaggi: Capu Codrului e Păltinoasa.